# Gotartowice
Gotartowice (tiếng Đức: Gotartowitz) là một quận của Rybnik, quận Śląskie, miền nam Ba Lan. Vào cuối năm 2013, quận có khoảng 3.550 cư dân.

## Lịch sử
Theo các tài liệu vào những năm 1290, ngôi làng thành lập vào cuối thế kỷ XIII bởi một hiệp sĩ địa phương tên là Gothard. Ngôi làng được nhắc đến lần đầu tiên trong một tài liệu tiếng Latinh của Giáo phận Wrocław có tên Liber fundationis episcopatus Vratislaviensis từ khoảng năm 1305.
Về mặt chính trị, ngôi làng ban đầu thuộc về Công tước Opole và Racibórz, thuộc Ba Lan bị chia cắt thời phong kiến, được cai trị bởi một nhánh địa phương của triều đại Silesian Piast. Sau chiến tranh Silesian, làng trở thành một phần của Vương quốc Phổ.
Năm 1922, làng trở thành một phần của Silesian Voivodeship, Cộng hòa Ba Lan thứ hai. Sau đó, chúng bị Đức Quốc xã thôn tính vào đầu Thế chiến II. Sau chiến tranh, làng đã được khôi phục lại thành Ba Lan.
Trong những năm 1945-1954, làng là một phần của gmina Boguszowice. Vào năm 1962, sáp nhập vào thị trấn Boguszowice. Ngày 27 tháng 5 năm 1975, thị trấn được hợp nhất với Rybnik.